# Aallotar
Aallotar, böljornas mö, är en av vattnets gudomligheter i finsk mytologi. Aallotar är också ett kvinnonamn.
Cirka 1 200 kvinnor i Finland har fått namnet Aallotar 1900–2015, varav drygt 900 åren 1900–1939, på 2000-talet cirka 10 per år. I Sverige bärs namnet av 17 kvinnor.